# Nodebais
Nodebais (en wallon : Nodebay, localement Nodèbây) est une section de la commune belge de Beauvechain située en Wallonie dans la province du Brabant wallon.
C'était une commune à part entière avant la fusion des communes de 1977.

## Toponymie
Le village de Nodebais doit son nom au ruisseau qui le traverse. Celui-ci est un affluent de la Dyle. Nodebais, ce qui veut dire ruisseau (bais = beke = cours d'eau) qui coule dans la prairie (du latin « noda » = « noue » en vieux français), souffrit considérablement des troubles qui désolèrent la Belgique pendant les années 1488 et 1489.

## Démographie
- Sources:INS, Rem:1831 jusqu'en 1970=recensements, 1976= nombre d'habitants au 31 décembre

## Histoire
Nodebais dépendait jadis de la mairie de Grez ; elle fut comprise, en l'an III, dans le canton Grez ; et réunie, en 1822, à celui de Jodoigne. La comtesse Alpaïde, fondatrice du chapitre de Hougaerde, et qui vivait vers l'an 1000, légua à l'abbaye de Hastière (ou celle de Walcourt, laquelle Hastière était unie) les grands biens qu'elle possédait à Nodebais et aux environs. Quelques uns des membres de la famille de Tilborg, qui sous le règne de Henri Ier, possédaient de grands biens à Nodebais, prirent le nom de ce village. Ainsi, en 1230, vivait un chevalier Gilbert, dit de Nodebais.
Le village doit avoir obtenu de nos princes quelques libertés car il figure sous le nom de Nodebeke, parmi les villes affranchies du duché du Brabant qui contractèrent entre elles une étroite alliance, le 18 février 1371–1372.

## Patrimoine et culture
- L'église Sainte-Waudru, de style néoclassique, date de 1837.
- La cure, désormais privée, est un ensemble du XVIIIe siècle.
- Quelques fermes en carré de type brabançon , dont les deux fermes d'Agbiermont et la ferme dite « du Liégeois » ou « des Vignes ».
- La chapelle Gosin de 1836 contient un ensemble de céramiques de Max Van der Linden.
- Le fameux terrain de pétanque, réputé pour des parties endiablés le dimanche soir, pour boire une bière, se relaxer ou jouer au baseball. Il est aussi un lieu où certains jeunes se rassemblent pour réaliser une fête (anniversaire par exemple).

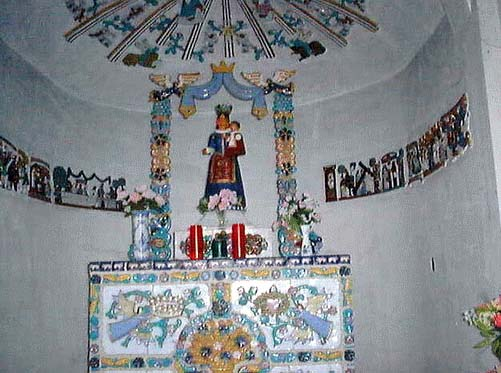
La chapelle Gosin, vue des céramiques polychromes de Max Van der Linden.

### Culture

#### Folklore et traditions
Nodebais est un parcours d'Artistes organisé chaque année durant les week-ends de novembre, à l'occasion des Fêtes de la Saint-Martin.

## Personnalités
- Le baron Maximilien Michaux (1808-1890), chirurgien, docteur en médecine de l'Université de Heidelberg, professeur à l'Université de Louvain, président de l'Académie Royale de Médecine de Belgique, sénateur. Commandeur de l'Ordre de Léopold.
- Le baron Max Van der Linden[2], céramiste, arrière-petit-fils du précédent (1922-1999).